# Carta de serveis
Una carta de serveis, catàleg o cartera de serveis és un document que descriu el tipus de serveis que ofereix una determinada administració pública, empresa pública o qualsevol de les entitats subjectes al dret administratiu. El document tipifica aquests serveis de forma explícita i en quantifica el cost de cada servei. Es considera una eina de gestió de qualitat implementada pel govern del que depèn aquella entitat pública; i suposa un acord entre l'administració i el ciutadà, amb l'objectiu de satisfer una necessitat ciutadana, entès com a client.
A Catalunya, les cartes de serveis de l'Administració de la Generalitat informa dels serveis que presta i es compromet respecte al seu nivell de prestació. Així mateix el govern de la Generalitat fomenta la participació ciutadana a través d'enquestes d'opinió, bústies de queixes i suggeriments i altres formes de col·laboració.

## Estructura

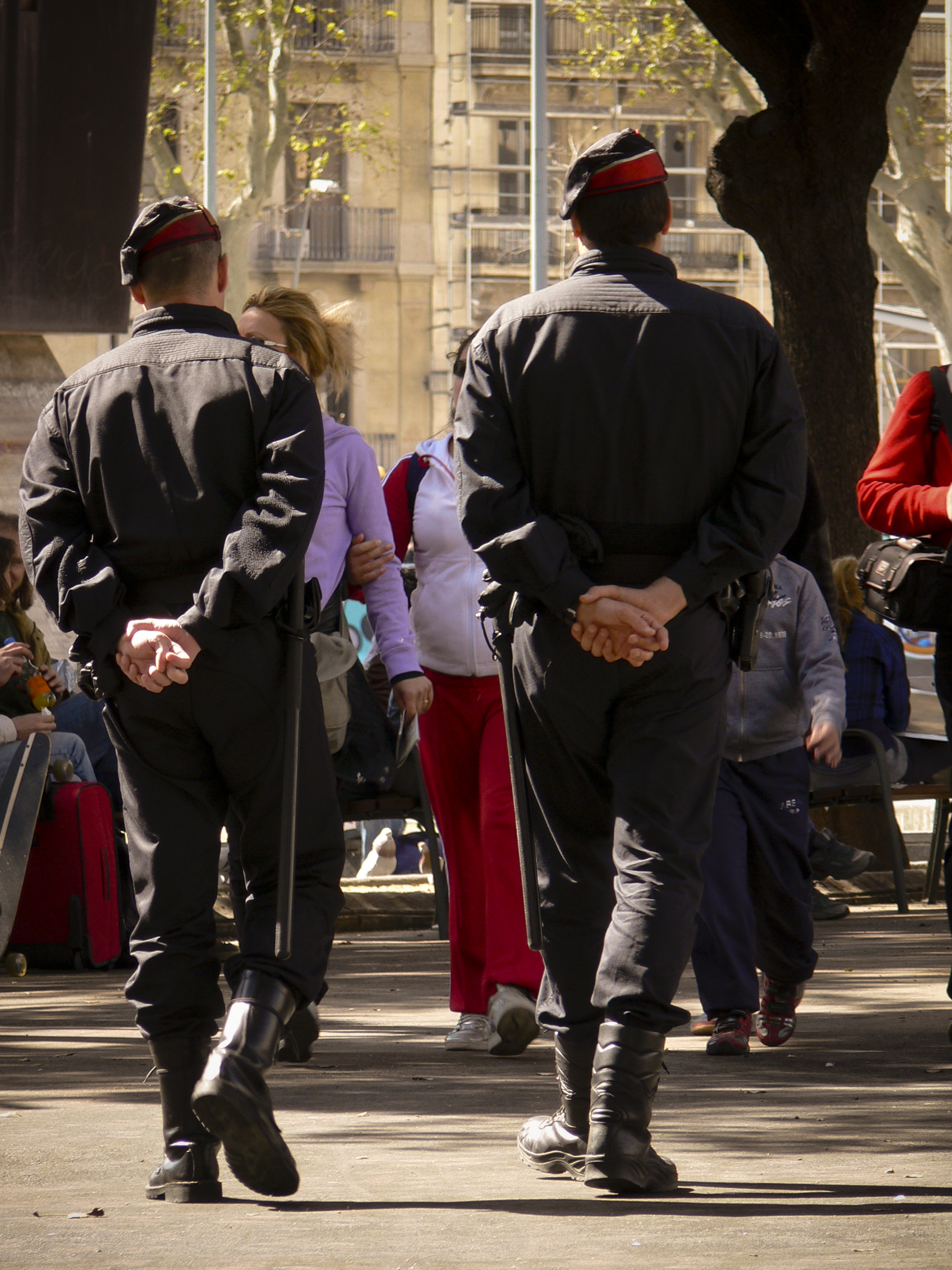
L'any 2010 es va publicar al DOGC la Carta de Serveis del cos dels Mossos d'Esquadra

Una carta de serveis, és un instrument on s'ha d'informar sobre totes les qüestions relatives al servei. En aquest sentit ha d'estar composta dels següents elements:
- Missió del servei
- Quins serveis presta (catàleg o cartera de serveis).
- Temps màxim de prestació del servei.
- Responsable de la carta.
- A qui s'han d'adreçar les queixes i els suggeriments (les pot presentar qualsevol ciutadà, els suggeriments de forma anònima, les queixes però de forma nominal).
- Indicadors de qualitat (per exemple, enquestes de satisfacció).

## Exemples
- Carta de serveis de l'Oficina de Turisme de Catalunya a Barcelona[2]
- Carta de serveis dels Mossos d'Esquadra[1]
- Carta de serveis del Centre d'Iniciatives per a la Reinserció[3]
- Carta de serveis de l'Oficina d'Atenció Ciutadana del Departament de Justícia[4]